# Дендропарк «Червона калина»

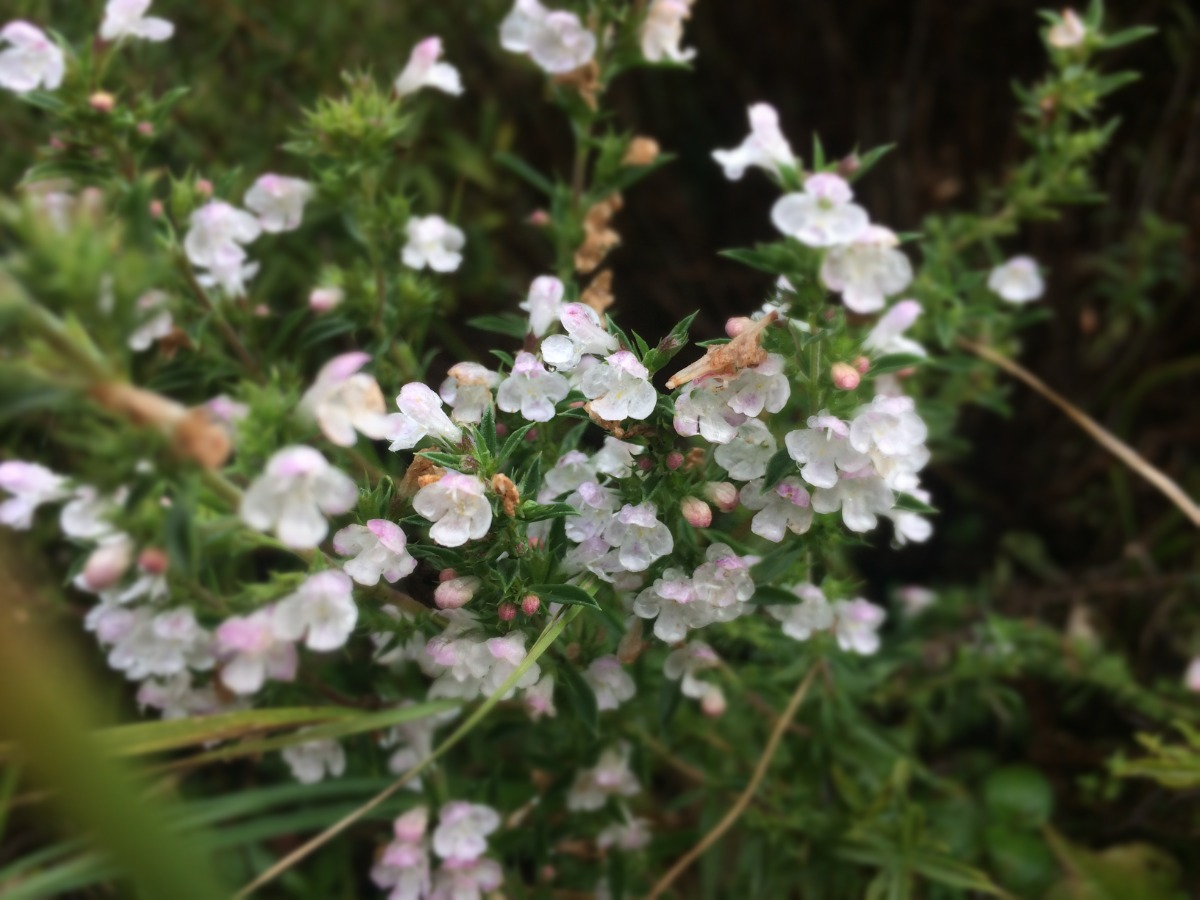

Дендропарк «Червона калина» — парк-пам'ятка садово-паркового мистецтва місцевого значення в Україні. Розташований на території Рівненського району Рівненської області, на захід від села Жобрин, на території санаторію «Червона калина».
Площа 12,1962 га. Статус присвоєно 2016 року. Перебуває у віданні: Жобринська сільська рада.